# Weel
Weel är en by i civil parish Tickton, i distriktet East Riding of Yorkshire, i grevskapet East Riding of Yorkshire, i England. Byn är belägen 3 km från Beverley. Weel var en civil parish 1866–1935 när blev den en del av Tickton. Civil parish hade 114 invånare år 1931. Byn nämndes i Domedagsboken (Domesday Book) år 1086, och kallades då Uela/Wela.